# IC 3676
IC 3676 је појединачна звијезда у сазвјежђу Береникина коса која се налази на листи објеката дубоког неба у Индекс каталогу.
Деклинација објекта је + 13° 33' 35" а ректасцензија 12h 42m 12,2s.